# J-Hope
Jung Ho-Seok (hangul: 정호석), mer känd under artistnamnet J-Hope (hangul: 제이홉), född 18 februari 1994 i Gwangju, är en sydkoreansk rappare, dansare, musikproducent och låtskrivare.
J-Hope är medlem i det sydkoreanska pojkbandet BTS sedan gruppen debuterade 13 juni 2013 med låten No More Dream. År 2018 släppte han sitt första blandband Hope World. Det bestod av sju spår och lyckades nå Billboard 200 då han blev den högst rankade solo k-pop-artisten. Den 27 september  2019 släppte han sin låt ”Chicken Noodle Soup” med Becky G.
Som musikproducent och låtskrivare har J-Hope 113 låtar registrerade hos Korea Music Copyright Association.

## Diskografi

### Album
| Datum         | Albumtitel                                       | Topplacering          | Topplacering      | Topplacering  |
| Datum         | Albumtitel                                       | Sydkorea (Gaon Chart) | Billboard Hot 100 | Billboard 200 |
| ------------- | ------------------------------------------------ | --------------------- | ----------------- | ------------- |
| 12 jun 2013   | 2 Cool 4 Skool                                   | 5                     |                   |               |
| 11 sep 2013   | O!RUL8,2?                                        | 4                     |                   |               |
| 12 feb 2014   | Skool Luv Affair                                 | 1                     |                   |               |
| 19 aug 2014   | Dark & Wild                                      | 2                     |                   |               |
| 29 apr 2015   | The Most Beautiful Moment in Life, Part 1        | 1                     |                   |               |
| 30 nov 2015   | The Most Beautiful Moment in Life, Part 2        | 1                     |                   |               |
| 2 maj 2016    | The Most Beautiful Moment in Life: Young Forever | 1                     |                   |               |
| 10 okt 2016   | Wings                                            | 1                     |                   | 26            |
| 13 feb 2017   | You Never Walk Alone                             | 1                     |                   |               |
| 18 sep 2017   | Love Yourself 承 Her                             | 1                     | 67                | 7             |
| 1 mars 2018   | Hope World                                       |                       |                   | 38            |
| 18 maj 2018   | Love yourself 轉 Tear                            | 1                     | 10                | 1             |
| 24 aug 2018   | Love Yourself 結 Answer                          | 1                     | 11                | 1             |
| 12 april 2019 | Map of the Soul: Persona                         | 1                     | 8                 | 1             |

## Biografi
Den 18 februari 1994 föddes Jung Hoseok i Gwangju i Sydkorea. Han spelade mycket tennis i unga dagar men övergick sedan helt i sin passion för dans. Snart blev han medlem i Streetdance-gruppen Neuron. Det är okänt exakt när Hoseok gick med i gruppen, det är dock säkert att han var med 2009, han var då 15 år gammal. Under tiden han var med utvecklades hans intresse för Popping och speciellt Boogaloos inom popping.
Den 10 december 2010 gick J-Hope med i Big Hit Entertainment. Två veckor senare flyttade han in i lägenheten tillsammans med RM och Suga, senare tillkom ytterligare fem tonåringar. Vardagen var allt annat än enkel för de unga BTS-medlemmarna, varje dag var den andra lik med dans, sång och rapträning. J-Hope trodde från första början på idén om BTS och höll fast vid den så gott det gick. I BTS serie Burn The Stage avslöjar J-Hope att han tänkte lämna Big Hit Entertainment. Det enda som fick honom att ändra sig var att han litade på de andra medlemmarna i BTS. 30 juni 2012 sågs J-Hope för första gången på TV i MBC:s musikprogram som gästrappare och dansare för den koreanska sångaren och skådespelaren Jo Kwon. Det var först tänkt att J-Hope skulle bli sångare, men hans intresse för rap föddes i och med Suga och RM som båda var rappare.

## Egen musik
21 december 2015 släppte J-Hope sin första helt egenskrivna låt 1 VERSE.
Hans blandband Hope World (även känt som Hixtape) släpptes den 1 mars 2018 tillsammans med två musikvideor, Daydream och Airplane.
Den 15 juli 2022 släppte J-Hope sitt debutalbum ”Jack In The Box” som innehåller 10 låtar. Tillsammans med albumet släpptes musikvideon till låten ”More” den 1 juli och musikvideon till låten ”Arson” kom i samband med albumet, den 15 juli.